# Neal Falls
Neal Martin Falls (24 de septiembre de 1969 - 18 de julio de 2015) fue un presunto asesino en serie estadounidense que fue abatido a tiros en defensa propia por Heather Saul, una mujer de Charleston, Virginia Occidental. Falls había sido detenido por la policía en más de veinte estados a lo largo de su vida, pero no incurrió en ningún cargo penal grave. Hasta después de su muerte, la policía no descubrió pruebas que pudieran relacionar a Falls con otros crímenes.

## Biografía
Neal Falls nació el 24 de septiembre de 1969 en Eugene, Oregón, en el seno de una familia empobrecida con otros nueve hijos. Pasó su infancia y sus años de formación viviendo en varias ciudades de Oregón. Durante sus años escolares, empezó a mostrar interés por las armas de fuego y posteriormente se obsesionó con la parafernalia militar. Tras dejar el instituto, Falls se vio obligado a realizar trabajos poco cualificados. A pesar de ello, no era conocido por infringir la ley, se abstenía de abusar del alcohol o las drogas y era aficionado a coleccionar armas y munición. La mayoría de sus amigos y conocidos hablaban muy positivamente de él.
A principios de 1992, Falls se trasladó a Greensburg, Kansas, donde vivió con su padre hasta su muerte en 1995. Después regresó a Oregón y encontró trabajo como guardia de seguridad privada. Tras finalizar su formación, sus huellas dactilares se introdujeron en una base de datos nacional en 1998. En 2000, Falls se trasladó a Henderson (Nevada), donde durante los ocho años siguientes trabajó como guardia de seguridad en la presa Hoover. Durante este periodo, empezó a mostrar un comportamiento desviado, incluido el maltrato de animales en las regiones desérticas de Arizona, por lo que fue sometido a medidas disciplinarias. Al mismo tiempo, Falls empezó a pasar la mayor parte de su tiempo libre en compañía de varias trabajadoras del sexo y proxenetas. A mediados de la década de 2000, visitó Filipinas con fines de turismo sexual.
En 2008, Falls se vio obligado a dejar su trabajo por presunto acoso sexual. Tras el despido, comenzó a cambiar con frecuencia de lugar de residencia. Entre 2009 y 2015, vivió en Oregón, Indiana, Kentucky y Texas, donde fue detenido por la policía en varias ocasiones por infracciones de tráfico. En enero de 2015, Falls se enteró de que una mujer con la que mantenía una relación íntima se había casado, tras lo cual, ese mismo mes, falleció su madre. Estos dos sucesos afectaron enormemente a su estado emocional, haciendo que se volviera internamente conflictivo y desorganizado. En abril de 2015, Falls realizó cursos de reciclaje para seguir trabajando como vigilante de seguridad en el sector privado en Oregón, pero ese verano se fue a Texas, desde donde se trasladó a Virginia Occidental.

## Muerte e investigación
Poco después de mudarse a Virginia Occidental, Falls conoció por Internet a una trabajadora sexual llamada Heather Saul y localizó su dirección. Tras entrar en la residencia de Saul, la retuvo a punta de pistola. Saul describió el forcejeo que siguió de la siguiente manera: "Cuando me estranguló, agarré mi rastrillo, y cuando bajó la pistola para quitarme el rastrillo de las manos, le disparé... Agarré la pistola y disparé detrás de mí". Falls murió en el lugar de los hechos, de un disparo de Saul en la cabeza que le mató en el acto. Se recuperaron cuatro juegos de esposas del cuerpo de Falls. Cuando los agentes de policía registraron el interior de su coche, supuestamente encontraron un machete, hachas, cuchillos, una pala, un mazo, lejía, bolsas de basura de plástico, chalecos antibalas, calcetines blancos limpios y ropa interior.
La policía relacionó los objetos encontrados, el modus operandi de Falls y sus anteriores ubicaciones conocidas con los asesinatos y desapariciones de mujeres en tres estados. Durante los ocho años que vivió en Nevada, de 2003 a 2007, desaparecieron varias trabajadoras del sexo, tres de las cuales aparecieron posteriormente descuartizadas en Nevada, California e Illinois. Todas las mujeres desaparecidas, como Saul, anunciaban sus actividades en Internet. En 2014, una docena de trabajadoras del sexo desaparecieron en Chillicothe (Ohio) y sus alrededores, a dos horas en coche de Charleston. A pesar de que no se encontraron pruebas de la presencia de Falls en Chillicothe, se le sigue considerando sospechoso. Desde 1995, Falls había sido detenido por la policía por infringir las normas de tráfico en dieciséis estados, y su verdadera escala de movimientos y actividad sigue siendo desconocida.
En el bolsillo de Falls se encontró una lista con los nombres de seis mujeres dedicadas al trabajo sexual y sus contactos en las redes sociales, que, según la fiscalía, podrían haber sido víctimas previstas. Sin embargo, las investigaciones policiales determinaron que todas ellas estaban vivas y sanas; cinco de ellas se encontraban por Virginia Occidental y la sexta trabajaba en San Diego. En 2018, Falls fue sometido a pruebas por su implicación en los asesinatos del Asesino de la I-70, una serie de asesinatos cometidos en el Medio Oeste de Estados Unidos en la primavera de 1992. Durante ese tiempo vivió en Kansas, donde se había producido uno de los asesinatos, y se correspondía mucho con la imagen del sospechoso, pero no se localizaron pruebas físicas que corroboraran estas especulaciones.

## Posibles víctimas
A la vista de las circunstancias que rodearon la muerte de Falls, las fuerzas de seguridad llevaron a cabo una amplia investigación sobre sus antecedentes para determinar su culpabilidad en los asesinatos y desapariciones de mujeres sin resolver. Esto llevó a la Oficina Federal de Investigación a creer que Falls había matado al menos a diez personas. Identificaron a Falls como sospechoso de una serie de asesinatos con desmembramiento de trabajadoras del sexo que trabajaban en el striptease de Las Vegas entre 2003 y 2007, cuando vivía en la cercana Henderson y trabajaba en la presa Hoover.  También era sospechoso de los asesinatos y desapariciones sin resolver de mujeres en los alrededores de Chillicothe (Ohio), situada a unas dos horas de Charleston (Virginia Occidental), donde vivía Falls cuando murió. Las desapariciones en Chillicothe cesaron tras la muerte de Falls.
- Misty Marie Saens, de 25 años, desapareció en Las Vegas el 12 de marzo de 2003. Su torso apareció envuelto en bolsas de plástico negras y sábanas en la carretera estatal 159, cerca de la carretera estatal 160, al oeste de Las Vegas. Encontraron parte de sus restos en el desierto, en una carretera que conduce a la zona de conservación nacional del Cañón de Red Rock.
- El 29 de agosto de 2003, los restos de Jodi Brewer, prostituta de 19 años, fueron descubiertos cerca de una carretera en el condado de San Bernardino, California, a 40 kilómetros de la frontera con Nevada. El torso de Jodi había sido descubierto envuelto en plástico y había sido identificada por un tatuaje de un colibrí y un tatuaje con el diseño de una M. Una nueva búsqueda de los investigadores descubrió una sábana cerca de la rampa de salida de la Interestatal 15, cerca de la Reserva Nacional de Mojave.[9] El 14 de agosto, su novio había dejado a Brewer en los apartamentos Harbor Island Club de Las Vegas. Su madre denunció su desaparición el 15 de agosto. Al ser interrogado por la policía, un testigo afirmó que Jodi había subido a un coche blanco con matrícula de California.
- Lindsay Marie Harris, trabajadora sexual de 21 años, desapareció de su domicilio en Henderson, Nevada, el 4 de mayo de 2005. Se la vio por última vez en un banco cercano haciendo un ingreso. En el extremo sur del valle, su coche de alquiler fue descubierto abandonado en el desierto. El 23 de mayo de 2005, un grupo de niños descubrió piernas humanas en un campo cubierto de hierba a unos doscientos metros de la interestatal 55, en Divernon (Illinois), 15 millas al sur de Springfield y 30 millas de Butler (Illinois), donde Falls tenía permiso para portar armas de fuego durante ese tiempo.[10] Se descubrió que ambas piernas pertenecían a la misma persona tras realizar pruebas de ADN en cada una de ellas. El FBI pudo comparar el ADN de la víctima anónima que habían enviado las autoridades de Illinois con el ADN de Harris que habían enviado las autoridades de Henderson en mayo de 2008. Tras comparar las dos muestras de ADN, las piernas de la mujer fueron identificadas como las de Harris. Recientemente se ha investigado a Rex Heuermann, presunto asesino en serie de Gilgo Beach, por su posible relación con el asesinato de Harris.[11] Heuermann y su esposa compraron un condominio en Nevada poco antes de la desaparición de Harris. Esta coincidencia ha llamado la atención de los investigadores, y la policía de Las Vegas está sondeando la posible implicación de Heuermann en el caso, entre otros.[12] La investigación sigue abierta.[13]
- Megan Nicole Lancaster, de 25 años, fue vista por última vez en Wheelersburg, Ohio, el 3 de abril de 2013. Esa tarde, se suponía que tenía que hacer recados y luego volver a casa de sus padres, pero nunca lo hizo. Dos días después, su coche apareció abandonado en un restaurante de comida rápida Rally's de Portsmouth, Ohio, con su cartera en el asiento del copiloto.[14]
- Holly Renee Logan, de 27 años, fue vista por última vez en Columbus, Ohio , el 21 de julio de 2013. Nunca más se supo de ella. No se denunció su desaparición hasta diciembre de 2014.[15] Jayme Malynn Bowen, de 22 años, fue vista por última vez en la zona de las avenidas Parsons y Stewart de Columbus, Ohio, el 10 de abril de 2014. Se dirigía unas manzanas desde la casa de su hermana a la de sus padres. Bowen y Logan eran amigos.[16]
- Charlotte Eliza Trego, de 27 años, fue vista por última vez en Chillicothe, Ohio, el 3 de mayo de 2014. Había estado viviendo con una compañera de piso en Ewing Street, pero después de que esta la desalojara, se marchó a pie. No se ha vuelto a saber de ella.[17] Tameka Lynch, de 30 años y madre de tres hijos, que era amiga de Trego, desapareció el mismo día: 3 de mayo de 2014. Tres semanas después de su desaparición, el cuerpo desnudo de Lynch fue descubierto en Paint Creek; la autopsia determinó que había muerto por una sobredosis de cocaína, alcohol y anfetaminas, aunque se desconocen las circunstancias exactas de su muerte. Su familia cree que fue asesinada.
- Wanda Jean Lemons, de 37 años, fue vista por última vez en Chillicothe, Ohio, el 3 de noviembre de 2014; sus últimas comunicaciones con su familia fueron mensajes a su hija adulta a través de texto y Facebook.[18] Lemons fue vista por última vez intentando hacer autostop hasta Galveston, Texas.
- Shasta Himelrick, de 20 años, desapareció el 25 de diciembre de 2014 en Chillicothe, Ohio. Fue vista en las cámaras de seguridad de una gasolinera Speedway de Chillicothe sobre las 3:15 de la madrugada. Su coche fue encontrado abandonado en un cruce de carreteras cerca del puente Higby, que cruza el río Scioto, en el sureste del condado de Ross, Ohio, al día siguiente.[19] Las puertas del conductor y del acompañante estaban abiertas, la batería descargada y el coche sin combustible. Su cuerpo fue encontrado en el río Scioto el 2 de enero de 2015. Su familia se mostró en desacuerdo con la conclusión del forense de que se había suicidado ahogándose e insistió en que la habían matado y arrojado al río.
- Tiffany Sayre, de 26 años, desapareció el 11 de mayo de 2015. Su cuerpo fue encontrado por dos personas que caminaban por el lecho de un arroyo junto a Cave Road, en el condado de Highland, Ohio, a unos 50 kilómetros al oeste de Chillicothe, Ohio, el 27 de junio de 2015. Había sido vista por última vez por la noche dirigiéndose al Chillicothe Inn, que tenía fama de ser un lugar de prostitución. El cuerpo de Sayre fue encontrado envuelto en una sábana. Su muerte se consideró un homicidio.[20]